# Masdevallia aurorae
Masdevallia aurorae là một loài thực vật có hoa trong họ Lan. Loài này được Luer & M.W.Chase mô tả khoa học đầu tiên năm 1993.